# De Randgruppe
De Randgruppe war eine deutsche Neue-Deutsche-Härte-Band.

## Bandgeschichte
De Randgruppe wurde 2004 als NDH-Band gegründet, die Band bestand aus mehreren Künstlern, die unerkannt bleiben wollten. Mit dem Song Holzmichel (Die Antwort), einer Parodie auf Holzmichel von den De Randfichten, gelang ihnen die Platzierung in den deutschen Charts. Das Lied war für neun Wochen in den deutschen Charts, die Höchstplatzierung war Platz 45. Das Lied wurde auf dem Label Wahnsinn Records veröffentlicht. Danach veröffentlichten sie noch das Lied Angela M. (Ein Liebeslied).

## Diskografie
- 2004: Holzmichel (Die Antwort) (Single, Wahnsinn Records)
- 2005: Angela M. (Ein Liebeslied) (Single)